# Estación de arte rupestre al aire libre de Domingo García

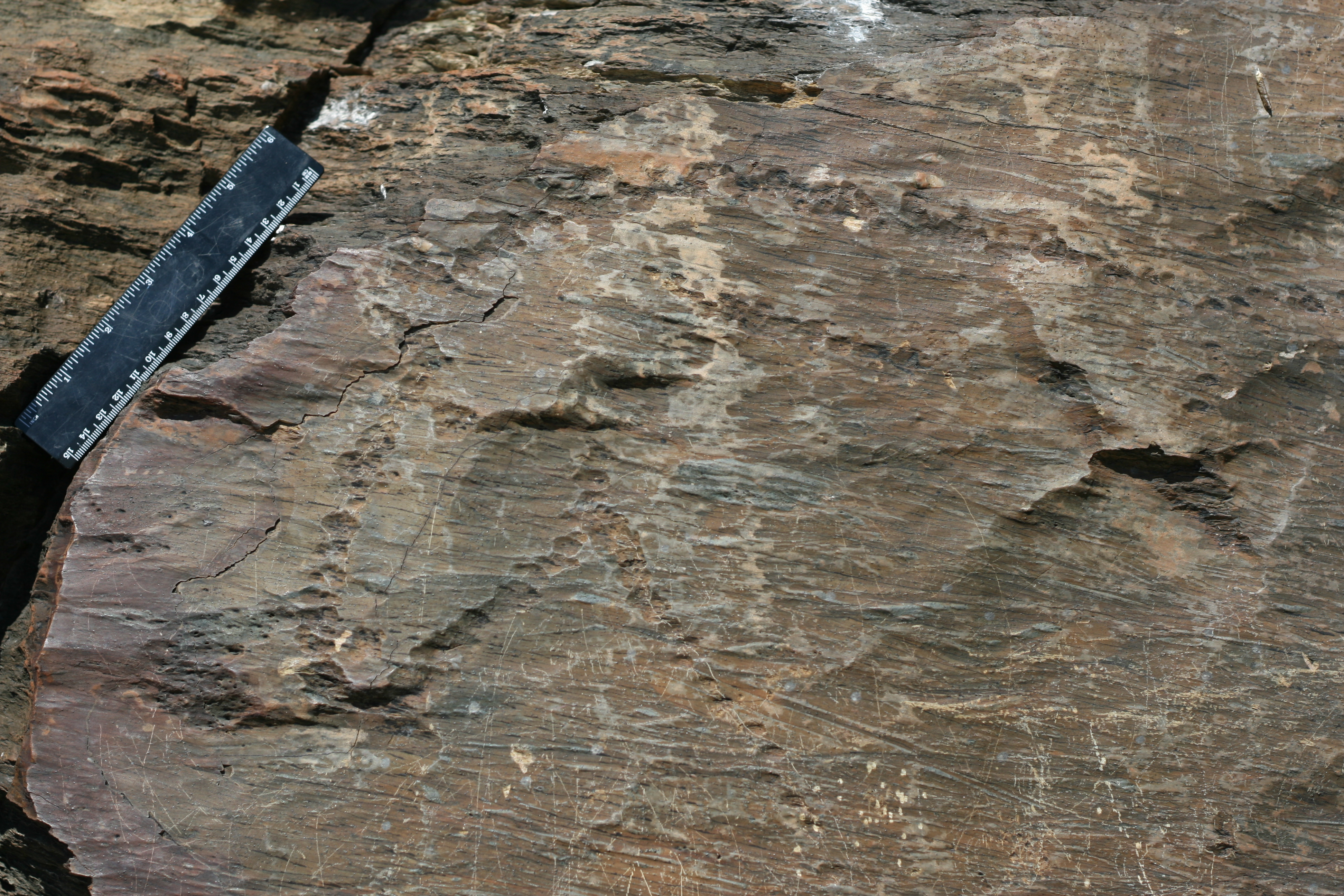
Detalle de cabeza de caballo grabada del Paleolítico, de estilo Solutrense final o principios del Magdaleniense.

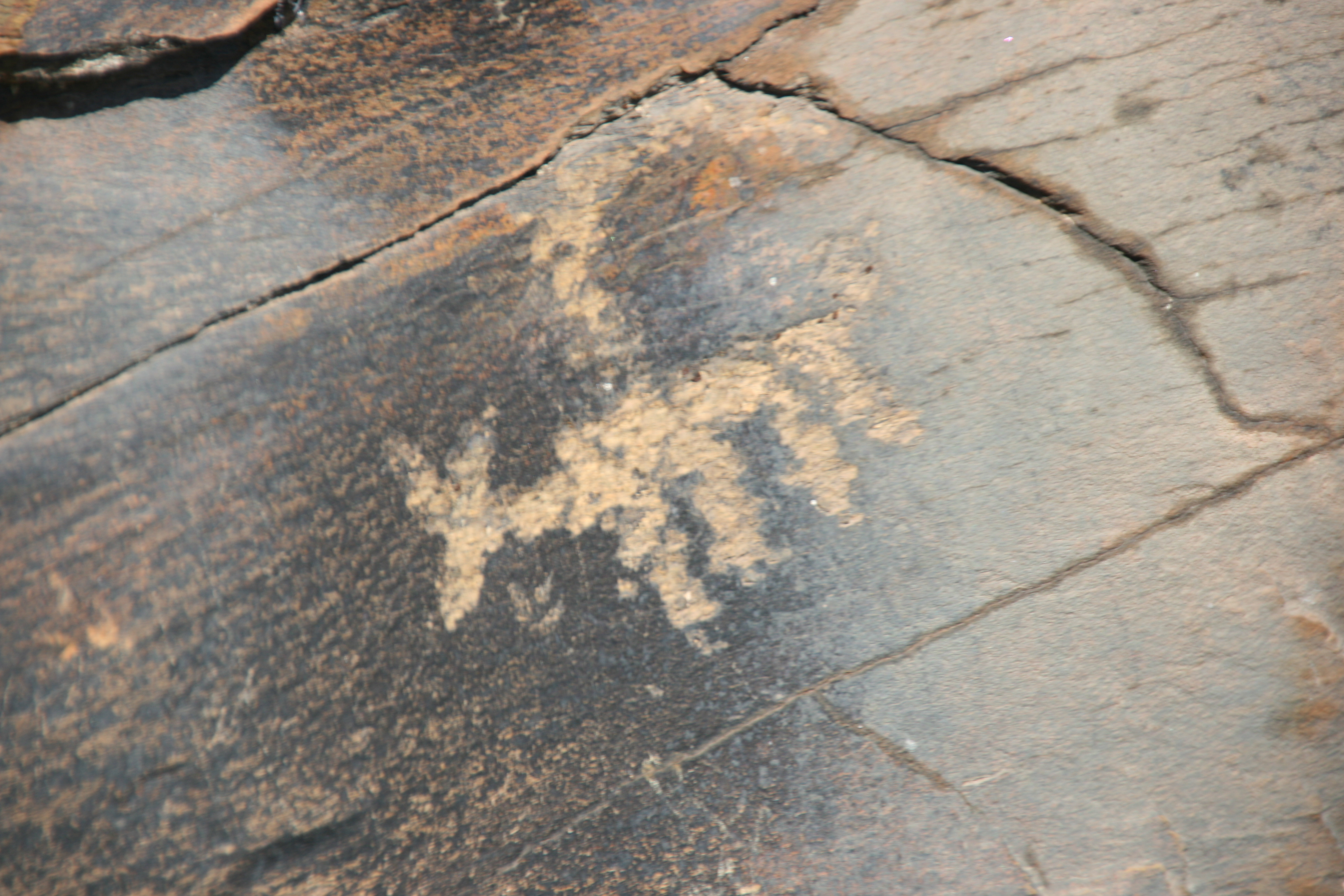
Grabado de la fase escenográfica, con datación incierta.

La estación de arte rupestre al aire libre de Domingo García es un conjunto de grabados localizados en el municipio segoviano (España) de Domingo García que abarcan desde el Paleolítico superior hasta la Edad Contemporánea.
Las técnicas utilizadas por los autores que se encuentran son grabados, diferenciando el piqueteado y la incisión, no habiéndose encontrado restos de pintura en ninguno de los dos casos, si bien no se descarta su uso.
Las dataciones del yacimiento tienen gran dificultad ante la ausencia de constatación o de técnicas de datación directa aplicables por lo que la tendencia es a utilizar una división en dos épocas, una paleolítica y otra post paleolítica, nombrada por algunos autores como fase escenográfica.
La representación más llamativa del periodo paleolítico es un équido piqueteado, probablemente sobre un grabado previo, y cuyo estilo podría ser Solutrense o, por analogía con los grabados de Siega Verde y Foz Côa, más concretamente entre Solutrense superior y principios del Magdaleniense.